# Battaglia di Cinocefale (364 a.C.)
La battaglia di Cinocefale fu combattuta nel 364 a.C. tra le forze tebane, comandate da Pelopida, e le truppe tessale di Alessandro di Fere.
Pelopida fu ucciso nel combattimento, ma l'esito fu incerto, anche se le perdite dei Tessali furono nettamente maggiori. L'anno successivo, però, Epaminonda riuscì ad ottenere una vittoria decisiva e a vendicare la morte del generale tebano.